# Apanteles pongamiae
Apanteles pongamiae är en stekelart som beskrevs av Sumodan och T.C. Narendran 1990. Apanteles pongamiae ingår i släktet Apanteles och familjen bracksteklar. Inga underarter finns listade i Catalogue of Life.